# Bahnhof Canfranc
Der Bahnhof Canfranc (Estación Internacional de Canfranc) ist ein Grenzbahnhof zwischen Spanien und Frankreich im gleichnamigen Ort. Seit Unterbrechung der Bahnstrecke in Frankreich 1970 dient er nur noch als Endbahnhof im Regionalverkehr und wartet, seit 2019 verkleinert und in frühere Nebengebäude verlegt, auf die ab 2032 (Stand: Ende 2024) geplante Wiederinbetriebnahme des durchgehenden Verkehrs. Ende Januar 2023 wurde im Hauptgebäude ein Luxushotel eröffnet.

## Geschichte
Der auf einer Höhe von 1194 m liegende Bahnhof wurde als Inselbahnhof konzipiert und stellte zur Zeit der Inbetriebnahme den Knotenpunkt der hier endenden Bahnstrecken von Pau (in Normalspur) und Saragossa (in iberischer Breitspur) dar.
Die Bahnstrecken zwischen Pau und Saragossa wurden zwischen 1902 und 1927 gebaut. Die französische Strecke wurde von Anfang an bis in den Bahnhof von Canfranc mit 1500 Volt Gleichstrom elektrifiziert. 1918 wurde nach zehnjähriger Bauzeit der acht Kilometer lange Eisenbahntunnel unter der spanisch-französischen Grenze am Somport-Pass fertiggestellt. Da auf der Nordseite des Tunnels, wo der Bau ursprünglich vorgesehen war, der Platz für die Anlage eines großen Grenzbahnhofs nicht ausreichte, wurde er südlich des Pyrenäenhauptkammes auf einem hierfür angelegten großen Plateau einige Kilometer nördlich der Ortschaft Canfranc (Pueblo) errichtet, das als Explanada de los Arañones an den ursprünglichen Ortsnamen erinnert. Um den Bahnhof herum entstand auch das neue Canfranc, zur Unterscheidung Canfranc Estación genannt.
Am 18. Juli 1928 wurde die Strecke in Anwesenheit des spanischen Königs Alfons XIII. und des französischen Staatspräsidenten Gaston Doumergue eröffnet. Das Empfangsgebäude des Bahnhofs mit einer Länge des Hauptbaus von 241 m war eines der größten Bahnhofsgebäude in Spanien und Europa. Ab dem 18. Juli 1928 gab es durchgehenden Verkehr zwischen Pau und Saragossa. Die erwartete große Zahl von Reisenden blieb aber aus verschiedenen Gründen aus: Durch Steil- und Kurvenstrecken (auf französischer Seite mit Steigungen bis zu 43 ‰) blieb die Bahnstrecke zu langsam, um sich als Alternative im internationalen Reiseverkehr durchsetzen zu können. Hinzu kam, dass der Verkehr mehrfach ganz unterbrochen wurde:
- 1936–1940 infolge des Spanischen Bürgerkriegs,
- 1944–1948 infolge des Gegensatzes zwischen dem Spanien unter Franco und Frankreich, sowie
- seit 1970 endgültig, als auf französischer Seite bei einem Eisenbahnunfall die Brücke von l’Estanguet einstürzte, nicht mehr aufgebaut und der Schienenverkehr eingestellt wurde.[6]

Der Bahnhof war während des Zweiten Weltkrieges Hauptumschlagort für Nazigold an Portugal und Spanien, das für kriegswichtige Rohstoffe wie Wolfram bezahlt wurde.
Nach 1948 wurde der Fernverkehr auf der Strecke nicht wieder aufgenommen. Die Größe der Gebäude entsprach jedoch dem Bahnhof einer Stadt von 100.000 Einwohnern.
Heute ist der Bahnhof Canfranc Endpunkt zweier täglich verkehrender Regionalzugpaare aus Saragossa und der vier (von Juli bis September sechs) Fahrten des Schienenersatzverkehrs von Bedous mit Anschluss von Pau. Im Sommer gibt es seit 2025 zusätzlich mittwochs bis sonntags drei touristische Zugpaare aus Sabiñánigo.
Als Güterverkehr blieb die Beförderung von südfranzösischem Mais zu Zielen in Spanien erhalten, der über die Silos vor Ort vom Lkw auf Ganzzüge verladen wird. Von 2020 bis Mitte 2025 war dieser Verkehr unterbrochen, weil verschiedene Abschnitte der benötigten spanischen Strecken nacheinander zur Renovierung gesperrt waren. Bei dieser Gelegenheit erweiterte der Betreiber der Silos deren Kapazitäten.

## Bahnanlagen

### Technische Einrichtungen
In den Bahnhof wurden sowohl die normalspurigen Gleise aus Frankreich als auch die Breitspur aus Spanien eingeführt. Fahrgäste mussten hier wegen der wechselnden Spurweite in einen anderen Zug umsteigen, zudem fanden die Zoll- und Grenzkontrollen statt. Güter mussten umgeladen werden. Für all das gab es Abfertigungsanlagen: lange überdachte Bahnsteige von insgesamt 1,2 km Länge (Bahnsteigüberdachungen im Umfang von 20.000 m²) und Bahnsteigunterführungen. Für den Güterverkehr gab es Lagerhallen, und nur die Gleise zwischen diesen konnten von beiden Seiten aus angefahren werden. Für die Behandlung der Fahrzeuge waren Bahnbetriebswerke angegliedert: es gab einen spanischen Ringlokschuppen und eine französische E-Lok-Halle. Die Gleisanlagen wiesen eine Gesamtlänge von 27 km auf.

### Empfangsgebäude
Das Empfangsgebäude wurde 1921 bis 1925 von dem spanischen Architekten Fernando Ramírez de Dampierre errichtet, der es für den Verkehr an einer international bedeutenden Hauptstrecke dimensioniert hatte, und zwar als eines der ersten überhaupt komplett in Stahlbeton. Es ist 241 Meter lang, weist auf jeder Seite 75 Türen auf und ist einem späten eklektizistischen Historismus verpflichtet. Die Gebäudemitte und die seitlich abschließenden Pavillons werden durch Kuppeln betont. Das Empfangsgebäude lag parallel zu den Gleisen, zwischen der Breit- und der Normalspur. Reisende sollten aussteigen, die Grenzformalitäten im Empfangsgebäude erledigen und auf der anderen Seite sofort wieder in den anschließenden Zug einsteigen können. Im Gebäude gab es außerdem ein Hotel sowie im jeweiligen Gebäudeflügel Restaurants und Büroeinheiten für die spanischen und französischen Abteilungen der Bahn, der Grenzpolizei und des Zolls.

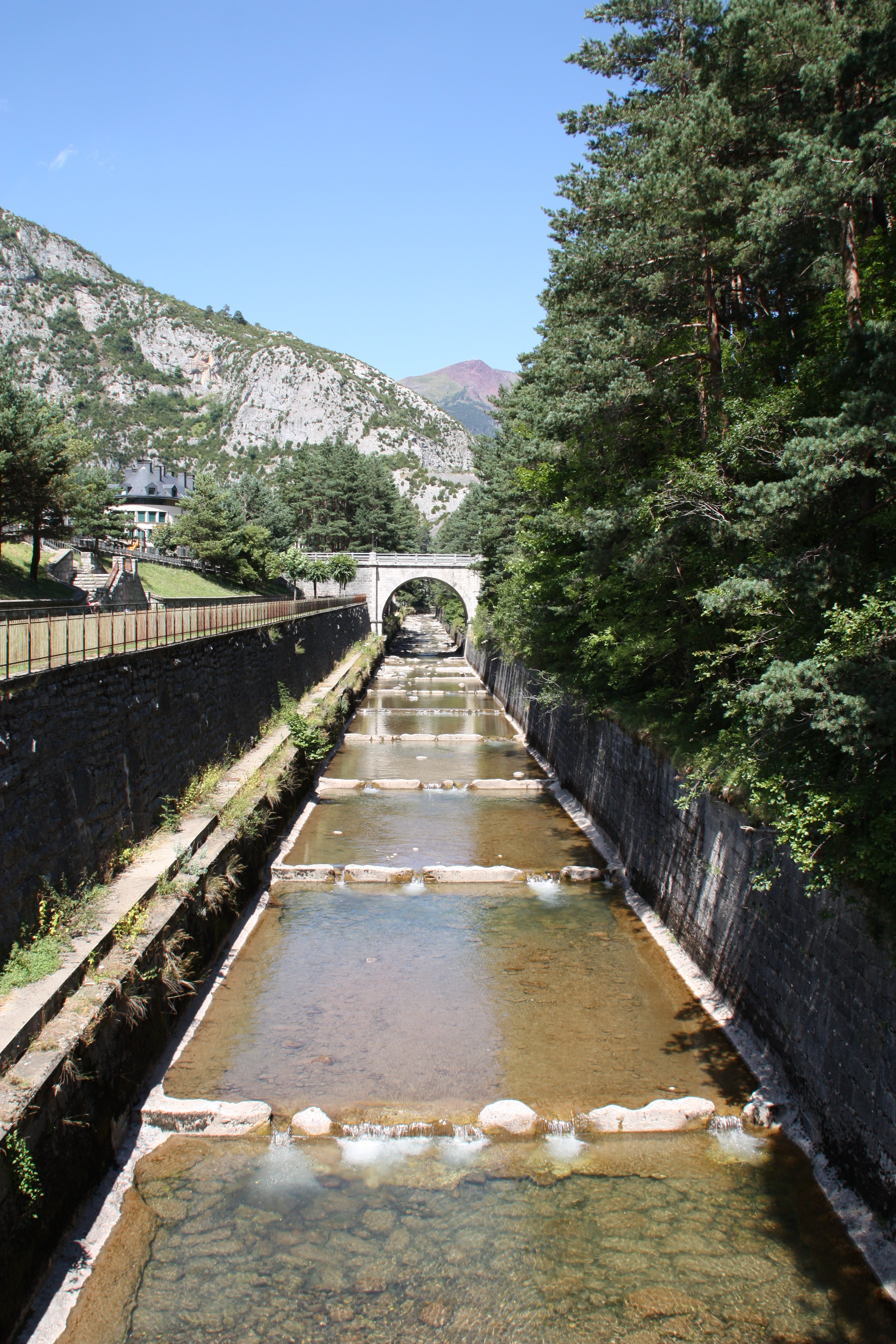
Der kanalisierte Río Aragón, Blick von Süden zur Bahnhofsvorplatzbrücke “Puente Albert Le Lay”
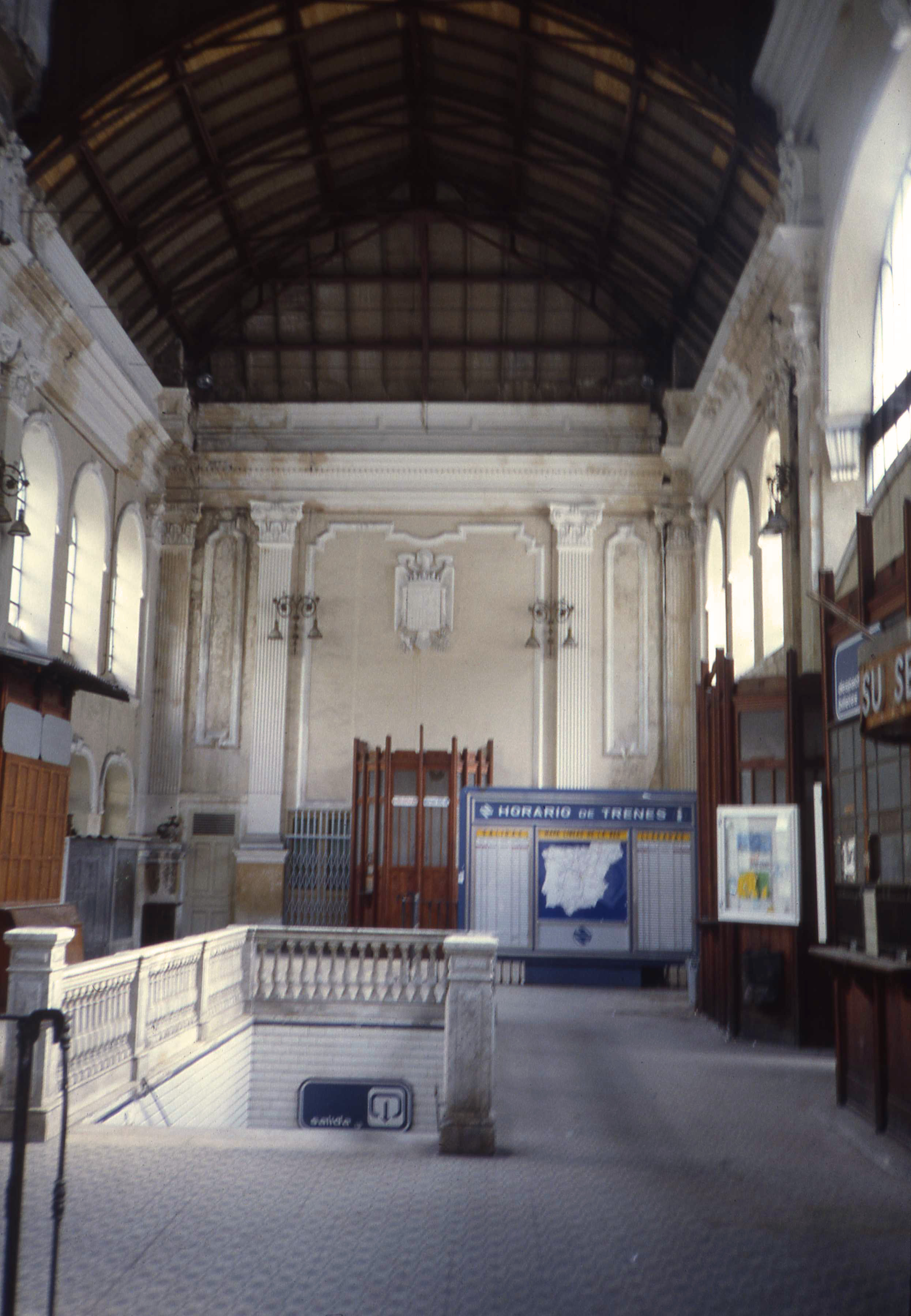
Die Haupthalle 1990, vor Schließung des Gebäudes als Bahnhof
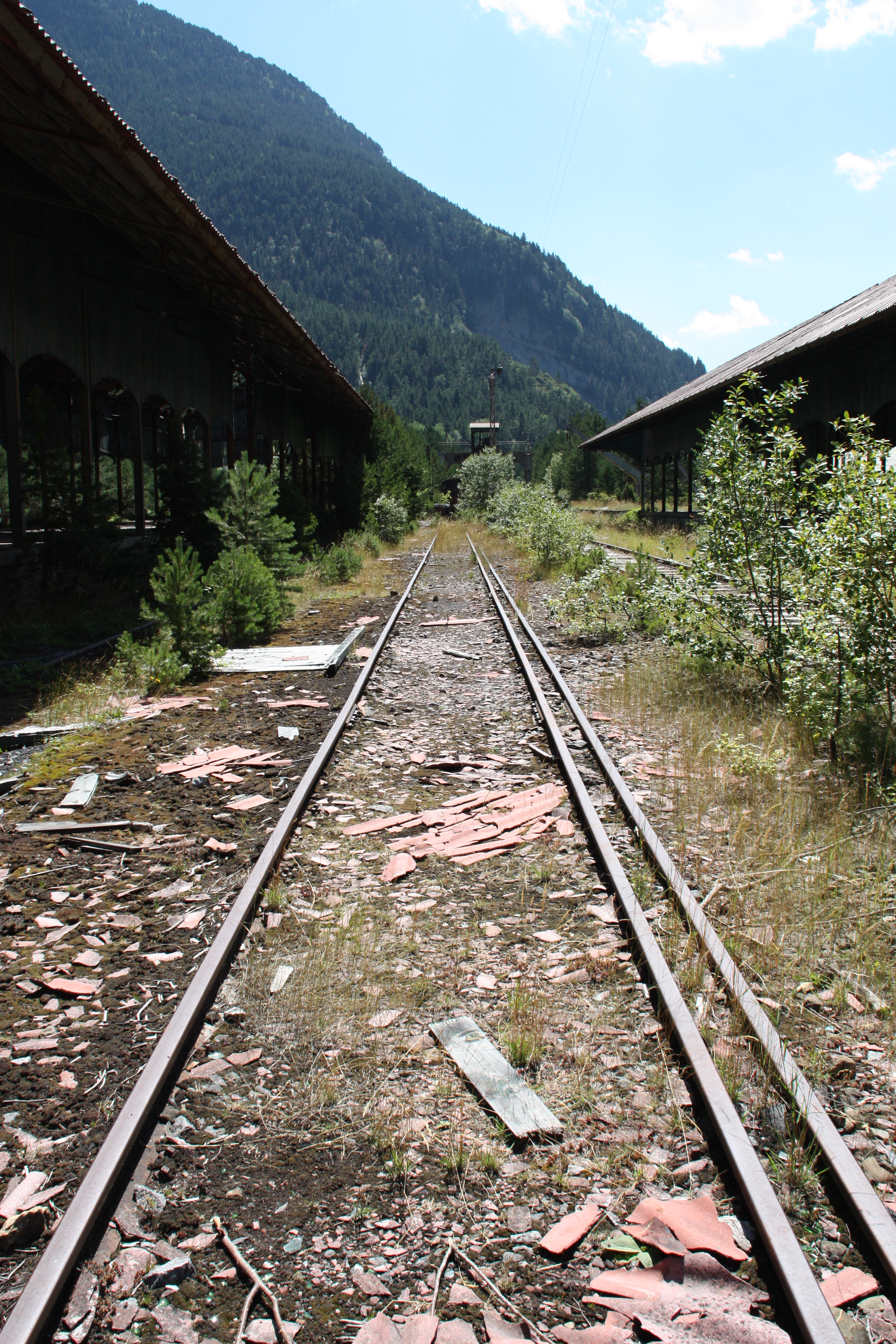
Eines der beiden einzigen Dreischienengleise zwischen den Güterhallen, 2010.

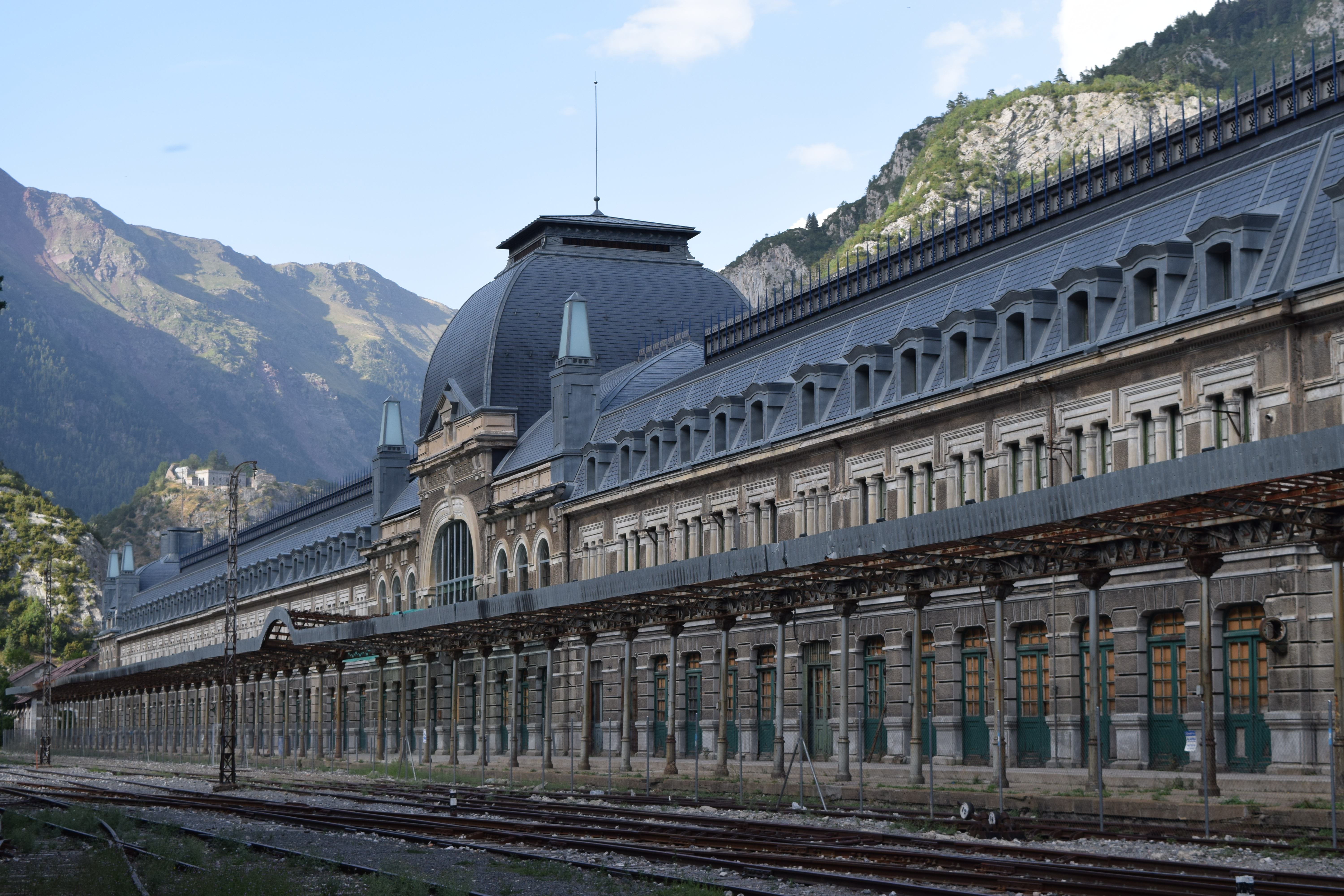
Spanische Gleisseite 2015
Französische Gleisseite 1994
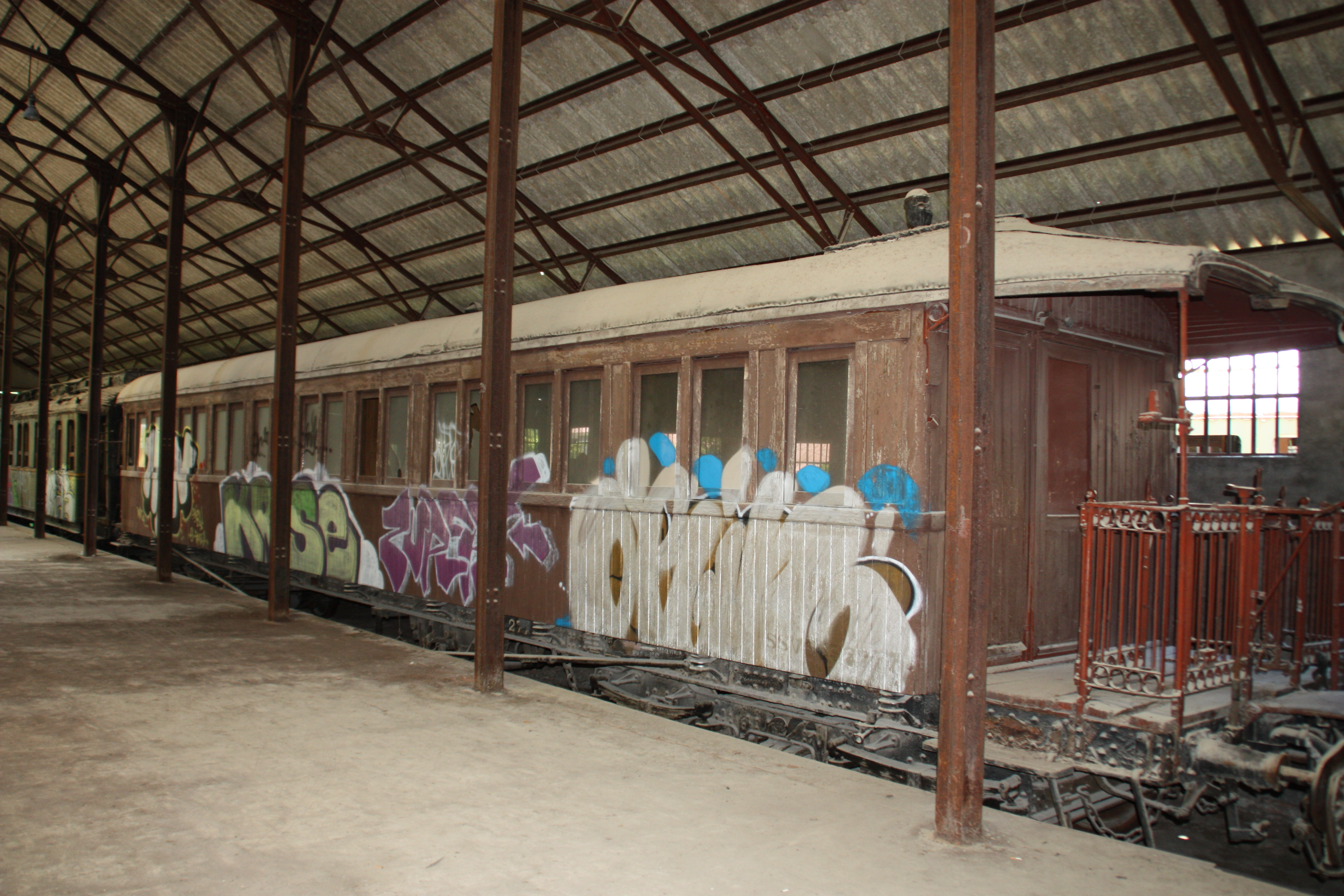
Historische Wagen 2010 in den Güterhallen, die 2019 zum neuen Bahnhof wurden
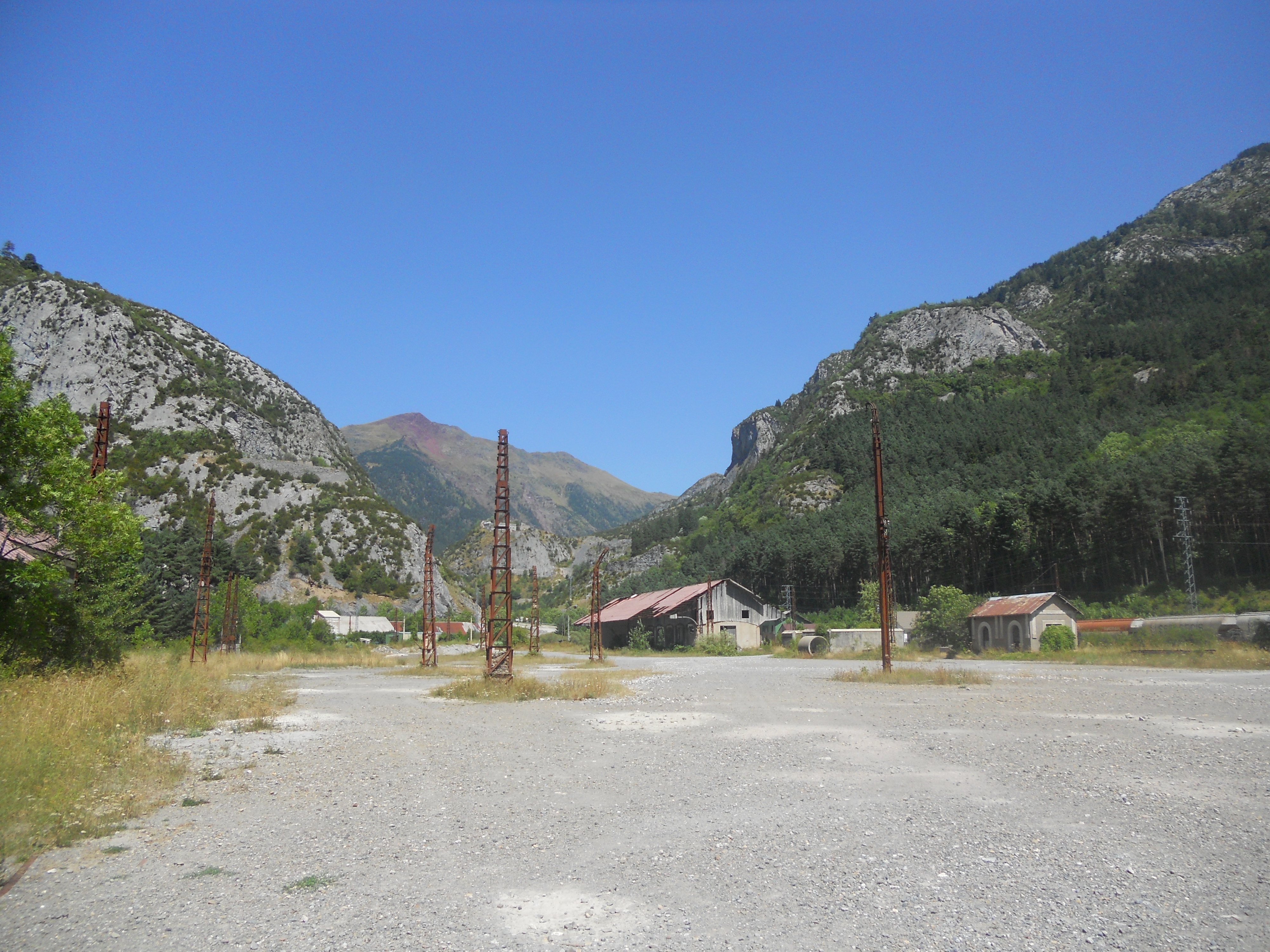
Gleich lang außer Betrieb wie vorher in Betrieb: die Ausfahrt Richtung Frankreich (2012)

### Erhaltungszustand bis 2018
Nach Aufgabe des grenzüberschreitenden Verkehrs verfielen Bahnhof und Bahnanlagen zusehends, Ausstattungsgegenstände wurden geplündert. Im Gleisfeld standen einige alte Waggons, die zwar für Museumszwecke hier zusammengezogen wurden, aber größtenteils verrotteten. Auch andere Eisenbahnanlagen haben sich erhalten, Kräne zum Umladen von Gütern, die Oberleitungsmasten über den französischen Gleisanlagen, der Ringlokschuppen und anderes. Die zwei verbleibenden Personenzüge endeten an einem kleinen neu geschaffenen Bahnsteig zur Straßenseite hin, während das prächtige – und fast völlig leerstehende – Empfangsgebäude eine Attraktion für Eisenbahnfans, Fotografen und Historiker blieb.
Seit den 1990er Jahren mehrten sich die Stimmen, die die Wiedereröffnung des Eisenbahntunnels und die Wiederaufnahme des Zugverkehrs mit Frankreich fordern. Inzwischen ist dies als durchgängig normalspurige Verbindung von Pau über Canfranc bis Saragossa für 2032 geplant. Der Abschnitt Pau–Oloron war immer in Betrieb und wurde 2011 nach Renovierung wiedereröffnet, im Juni 2016 erfolgte die offizielle Wiederinbetriebnahme zwischen Oloron und Bedous.

## Städtebauliche Umgestaltung unter Berücksichtigung des Denkmalschutzes
Anfang 2013 hat die Region Aragonien das Hauptgebäude gekauft, eingezäunt und zunächst das Dach neu eindecken lassen, danach erfolgte die Renovierung der Bahnhofshalle unter der Kuppel in der Mitte, die seitdem als Dokumentationszentrum und Veranstaltungsort diente.
Als einziges Nebengebäude vorher abgerissen worden war der französische E-Lokschuppen, und zwar, als der Somport-Straßentunnel und das unterirdische Labor mit Zugang im Eisenbahntunnel gebaut wurden.
Mitte 2018 wurde der Grundstein für die Neugestaltung des Geländes gelegt, bei der alle erhaltenen Gebäude neu genutzt werden und die Fläche für die Bahn auf das betrieblich Notwendige begrenzt wird:
- Der neue Personenbahnhof, jetzt wirklich angelegt als Durchgangsbahnhof mit nur noch drei Gleisen, befindet sich seit Frühjahr 2021 in der bergseitigen ehemaligen Güterumladehalle. In der vorderen dieser Hallen steht seitdem ein Bereich für Reisezentrum, Touristeninformation usw. zur Verfügung, drei (bisher teils noch vier) weitere Gleise auf der Bergseite verbleiben für den – betrieblich klar getrennten – Güterverkehr.[18]
- Das restliche alte Hauptgebäude eröffnete Ende Januar 2023 als Luxushotel, wobei die Bahnhofshalle öffentlich zugänglich bleibt, gleichzeitig aber als dessen Rezeption dient.[19] Bei der Umsetzung des Projekts mit 104 Zimmern und vier Suiten arbeitete die spanische Hotelgruppe Barceló mit dem Architekten Michele Corbani und dem Industriedesigner Andrea Sparda des Innenarchitektenbüros Ilmiodesign zusammen.[20]
- Auf dessen beiden Seiten befindet sich an Stelle der Gleise eine ringförmige Zufahrtsstraße mit verschiedenen Parkplätzen sowie im früheren französischen Gleisfeld eine Grünanlage, in der die erhaltenen Eisenbahnelemente neu arrangiert an die besondere Vergangenheit des Ortes erinnern. Diese Anlage wurde am 7. Januar 2023 eröffnet.[21]
- Der frühere französische Wagenschuppen ist vorbereitet als Zentrum für Pilger auf diesem Abschnitt des Jakobsweges;[22] in den anderen Gebäuden entstehen Wohnungen und Büros.
- Im ehemaligen spanischen Bahnbetriebswerk entsteht einer der drei Standorte des Eisenbahnmuseums der Region Aragón. Die Waggons hierfür warten auf ihre Aufarbeitung im alten Ringlokschuppen und auf einem Abstellgleis. Bei einer Umspurung der spanischen Strecke werden diese Fahrzeuge aber vom Rest ihres Netzes isoliert.

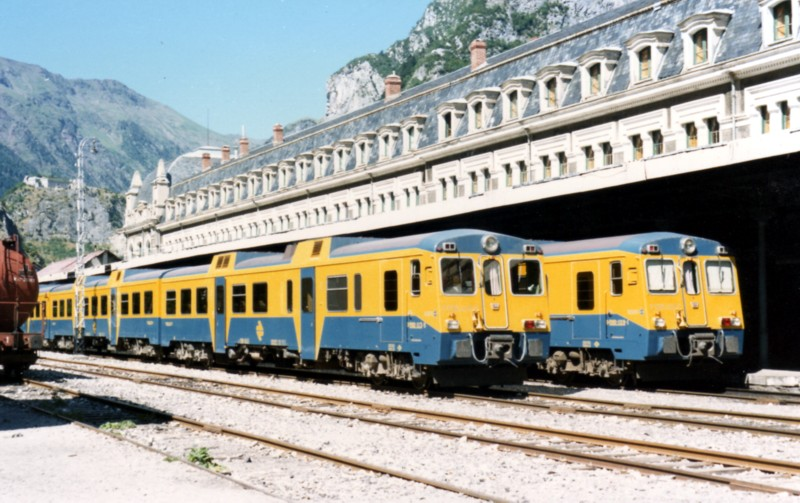
Vom Regelbetrieb 1985 mit aktuellen Triebwagen üblicher Größe am Renfe-Hausbahnsteig …
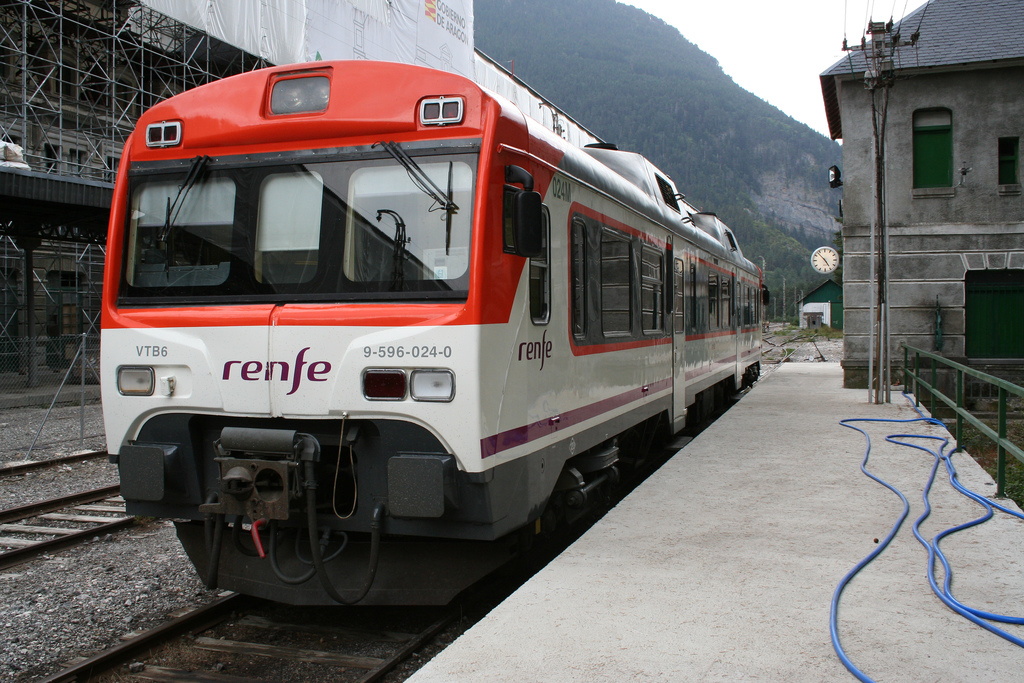
… zum Minimalbetrieb 2007 mit gekürztem (!) Fahrzeug, dazu passendem Ersatzbahnsteig mit herumliegendem Frischwasserschlauch sowie noch ohne zusätzlichen Schutz für den Bahnsteig am Gebäude.
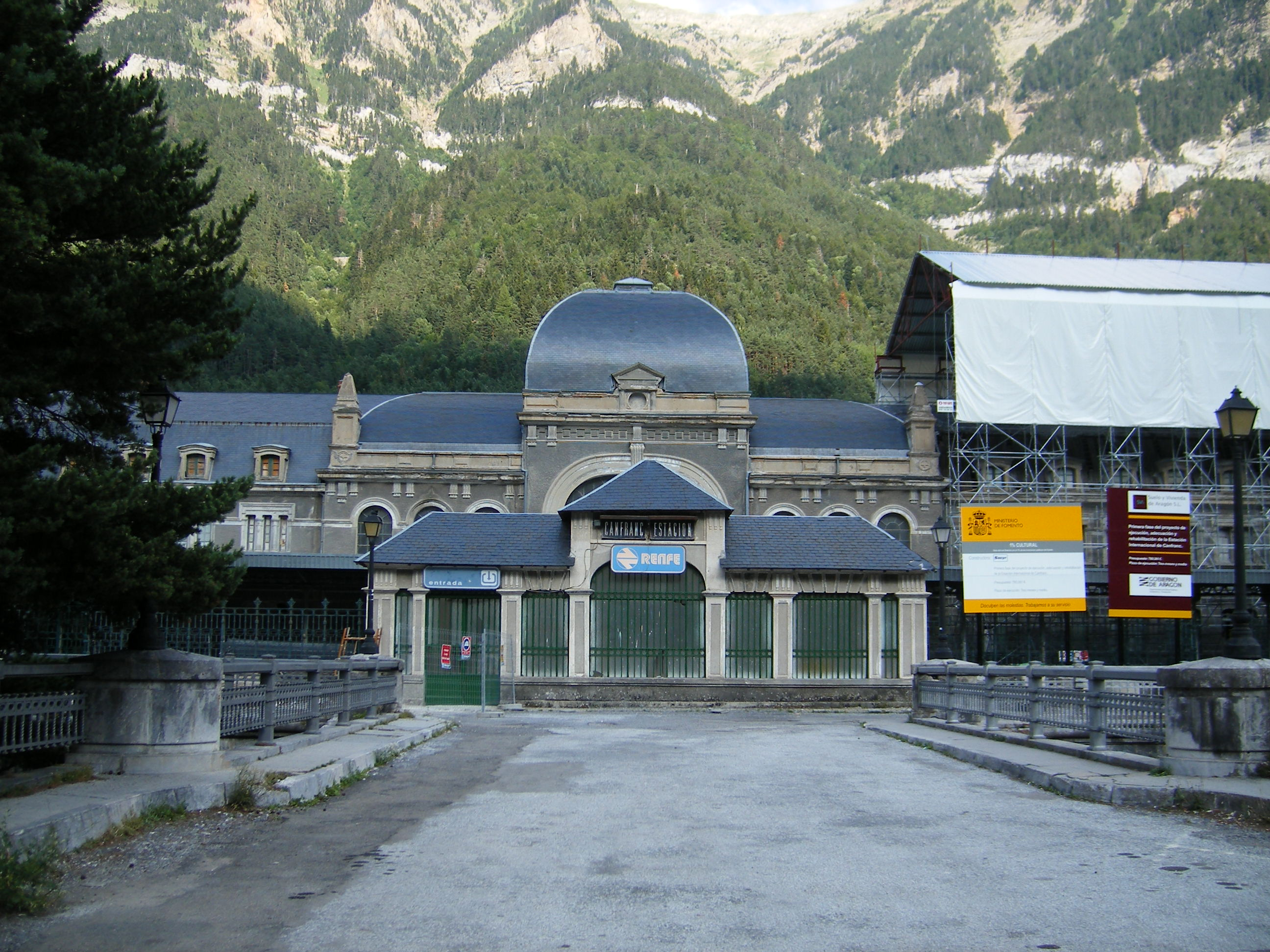
Neueindeckung des Daches 2014, Blick vom Bahnhofsvorplatz
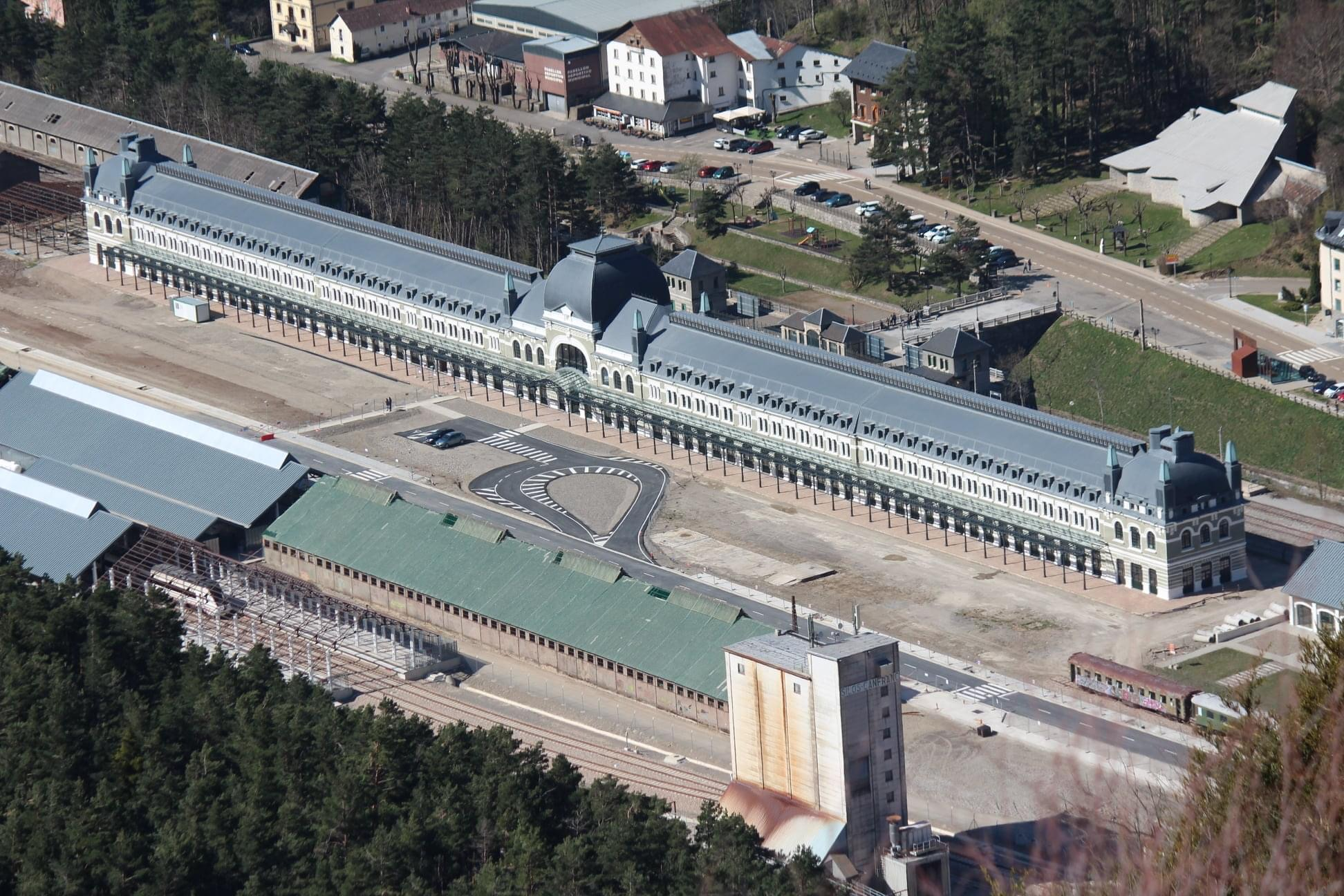
Nach Renovierung der Fassade des alten und Eröffnung des verkleinerten Bahnhofs, April 2021
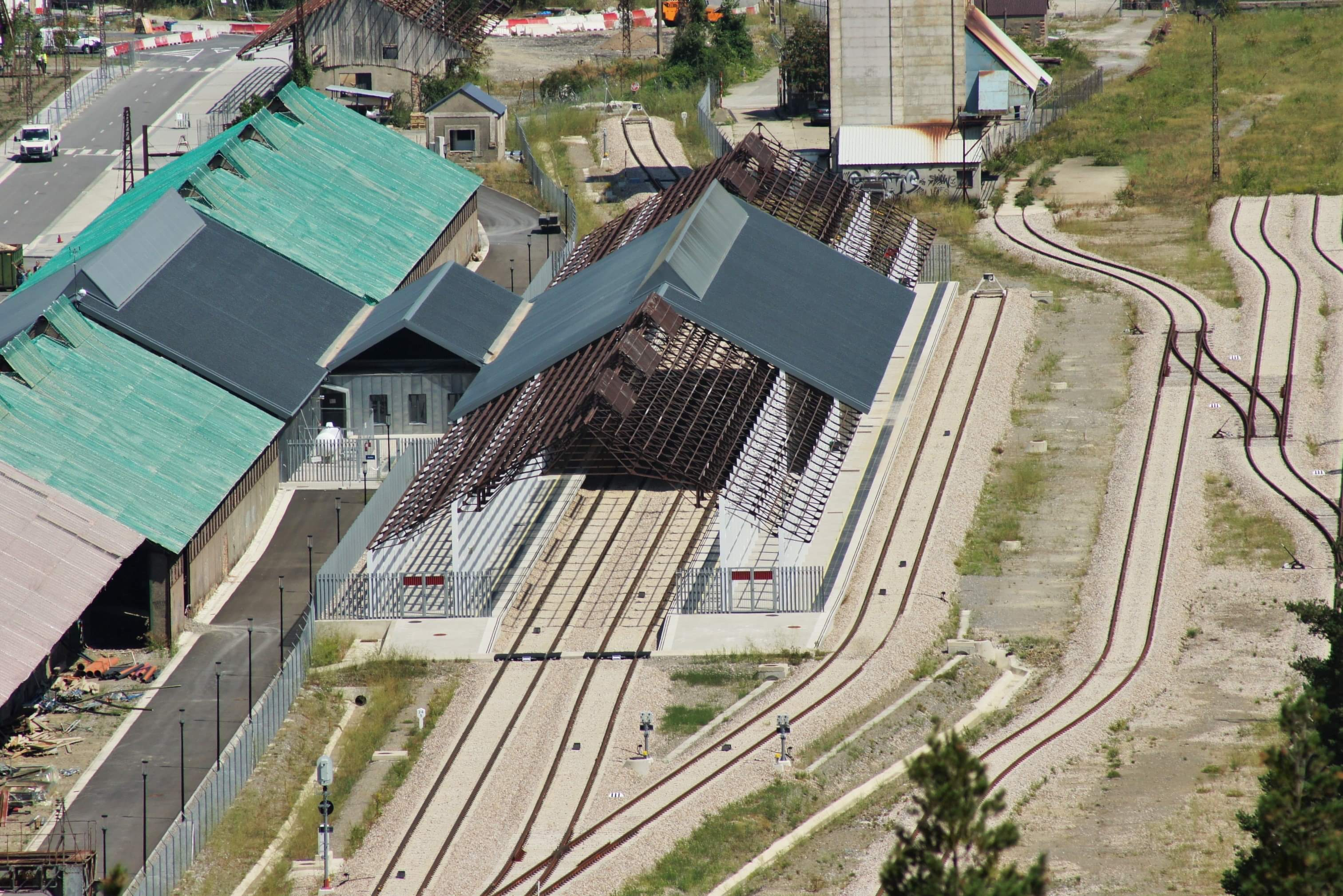
Der neue Personenbahnhof in der früheren spanischen Güterhalle, August 2022. Für Gleis 3,[23] geplant als Abstellplatz für einen spanischen Zug zwischen den Hallen, wurde nur die Zufahrtsweiche verlegt.
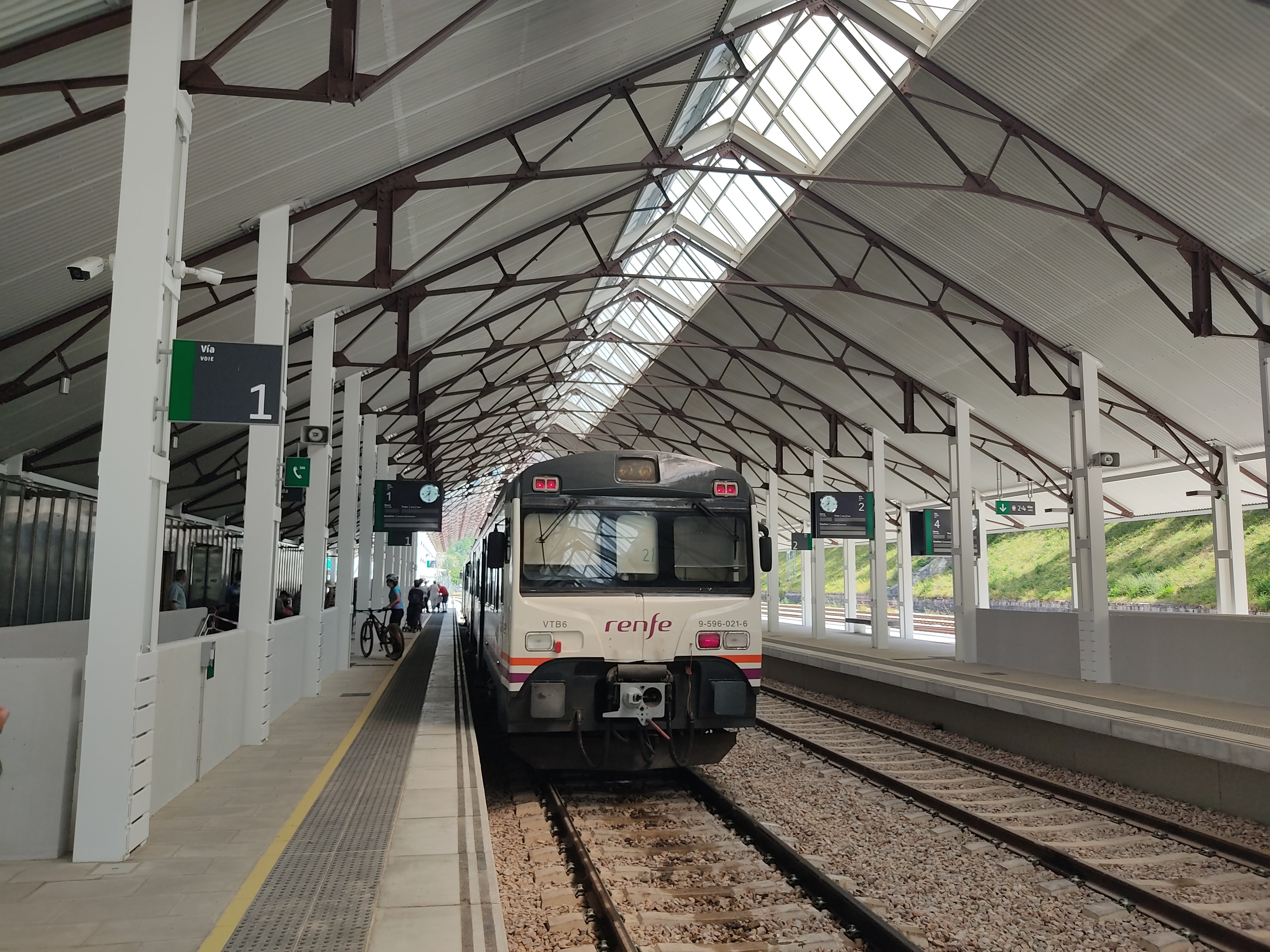
Triebwagen der Baureihe 596 („Tamagotchi“) im neuen Bahnhof, 2021
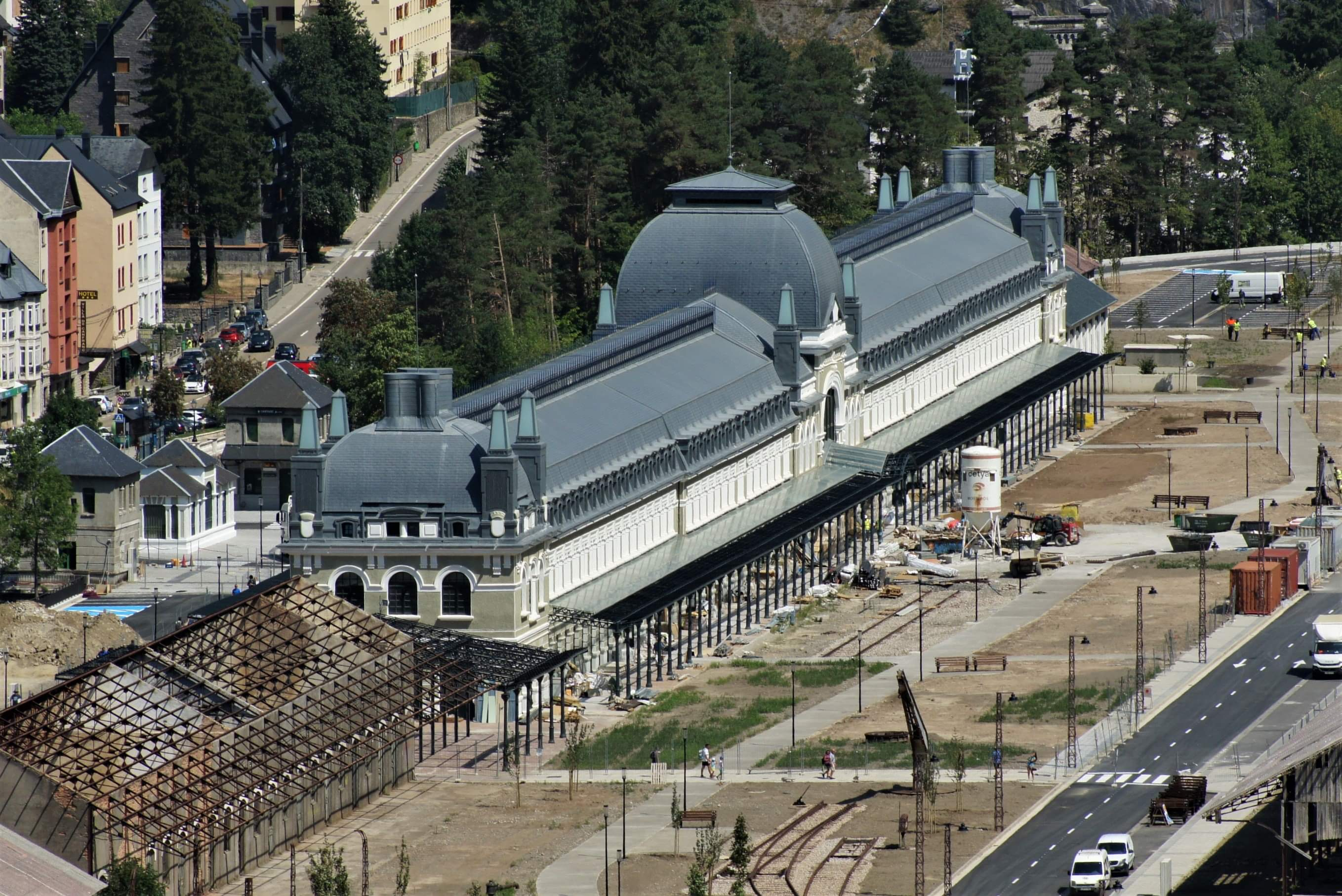
Genauerer Blick auf den Park mit alten Eisenbahnelementen am Hotel einschließlich Beleuchtungsmasten an der neuen Straße, August 2022.
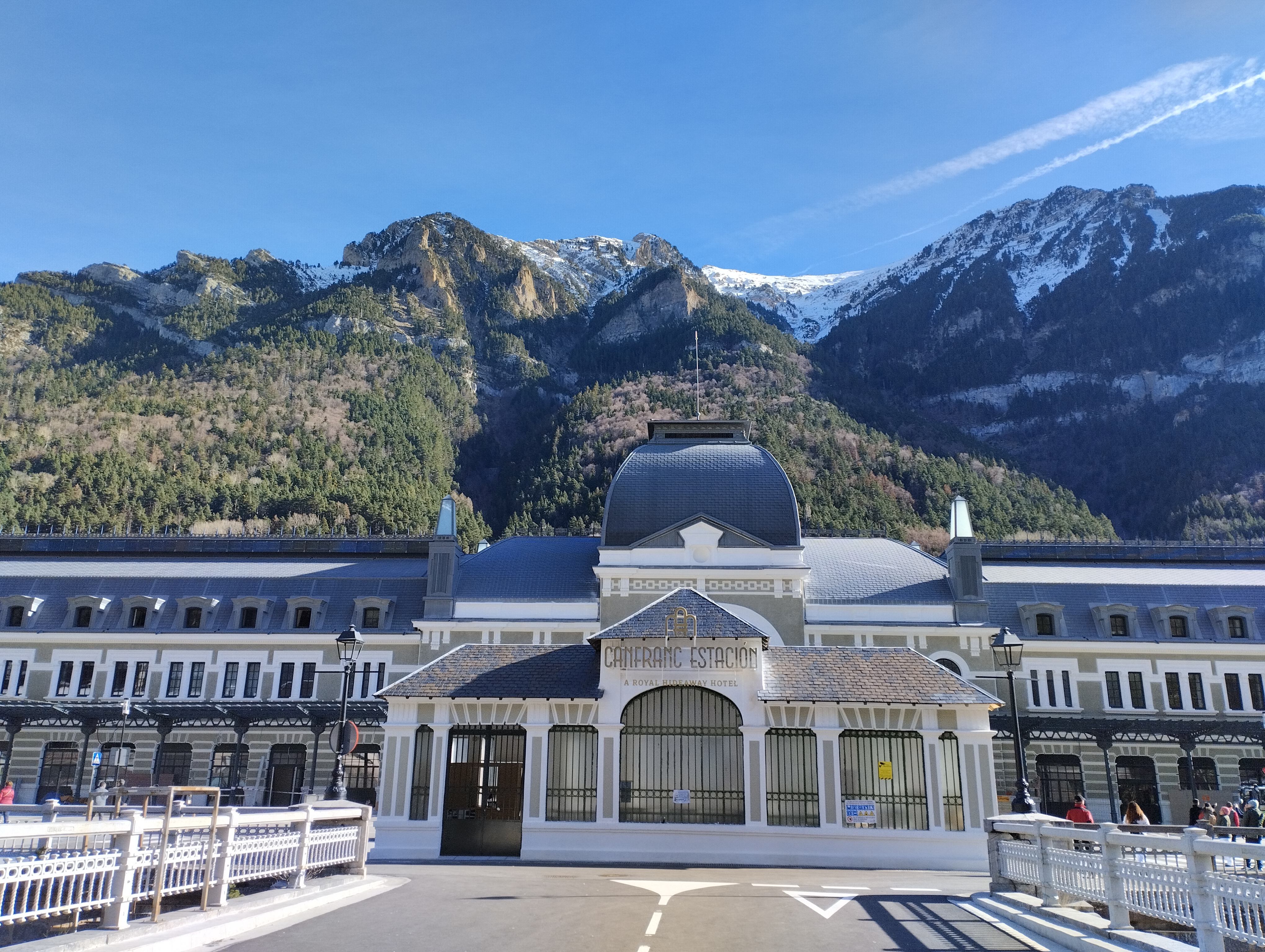
Der historische, unterirdische Zugang ist zum Werbeträger für das Hotel geworden, Januar 2023.

## Erwähnenswertes
Im Internet hält sich das Gerücht, der Bahnhof Canfranc habe als Kulisse für den Spielfilm Doktor Schiwago fungiert. Die Dreharbeiten fanden zwar zum Teil in Spanien statt, doch es gibt keine Belege für den Bahnhof Canfranc als Drehort.
Auch die Annahme, im Bahnhof Canfranc habe eine Begegnung Adolf Hitlers mit Francisco Franco stattgefunden, ist nicht belegbar. Vermutlich handelt es sich um eine Verwechslung mit deren Treffen in Hendaye vom 23. Oktober 1940.